# Singtel
Singapore Telecommunications Limited eller Singtel er et singaporeansk telekommunikationsselskab. I Singapore har de 4,1 mio. mobiltelefoni kunder, hvilket er flest. De er også størst i Singapore indenfor fastnet og bredbånd. Udenfor Singapore ejer de Optus i Australien og 32,15 % af Bharti Airtel i Indien.